# Бебреш (защитена зона)
Вижте пояснителната страница за други значения на Бебреш.
„Бебреш“ е защитена зона от Натура 2000 в България. Тя е обявена за опазване на природните местообитания и на дивата флора и фауна по Директива за местообитанията. Обявена е на 2 март 2007 г. с обща площ 4161,8 хектара.

## Географско положение
Защитената зона попада в землищата на общините Роман (с. Караш, с. Средни рът, с. Хубавене), Ботевград (с. Боженица, с. Липница, с. Новачене, с. Скравена, с. Трудовец) и Правец (с. Видраре, с. Калугерово, с. Правешка Лакавица, с. Своде).
Целите на опазване включват:
- Запазване на площта на природните местообитания и местообитанията на видове и техните популации, предмет на опазване в рамките на защитената зона;
- Запазване на естественото състояние на природните местообитания и местообитанията на видове, предмет на опазване в рамките на защитената зона, включително и на естествения за тези местообитания видов състав, характерни видове и условия на средата;
- Възстановяване при необходимост на площта и естественото състояние на приоритетни природни местообитания и местообитания на видове, както и на популации на видовете, предмет на опазване в рамките на защитената зона.

## Флора
Предмет на опазване са природните местообитания са алувиални гори с Alnus glutinosa и Fraxinus excelsior, полуестествени сухи тревни и храстови съобщества върху варовик (Festuco-Brometalia), низинни сенокосни ливади, хазмофитна растителност по варовикови скални склонове, термофилни букови гори (Cephalanthero-Fagion), дъбово-габърови гори от типа Galio-Carpinetum, смесени гори от съюза Tilio-Acerion върху сипеи и стръмни склонове, панонски гори с Quercus petraea и Carpinus betulus, панонски гори с Quercus pubescens, балкано-панонски церово-горунови гори.

## Фауна
- Безгръбначни – Обикновен сечко, бръмбар рогач, буков сечко, алпийска розалия и ивичест теодоксус.
- Риби – Черна (балканска) мряна, обикновен щипок, балканска кротушка, европейска горчивка, балкански щипок, ручеен рак и бисерна мида.
- Земноводни и влечуги – Разпространени са жълтокоремна бумка, обикновена блатна костенурка, шипобедрена костенурка, шипоопашата костенурка и гребенест тритон на Буреш.
- Бозайници – Срещат се видра, широкоух прилеп, вълк, дългокрил прилеп, дългоух нощник, остроух нощник, дългопръст нощник, трицветен нощник, голям нощник, средиземноморски подковонос, южен подковонос, голям подковонос, малък подковонос, подковонос на Мехели и пъстър пор.